# کری گرانت
کری گرانت با نام اصلی آرچیبالد الک لیچ (انگلیسی: Archibald Alec Leach؛ زادهٔ ۱۸ ژانویهٔ ۱۹۰۴ – درگذشتهٔ ۲۹ نوامبر ۱۹۸۶) بازیگر آمریکایی-انگلیسی بود. انستیتوی فیلم آمریکا در سال ۱۹۹۹ او را در رده دوم برترین هنرپیشگان مرد تاریخ سینما قرار داد.
او در پی بازی در فیلم‌هایی چون داستان فیلادلفیا، شمال از شمال غربی، بدنام و گرفتن یک دزد دارای شهرت فراوانی بود.
جایزه اسکار افتخاری چهل و دومین مراسم آکادمی جوایز به وی اهدا شد.

## سنین جوانی و تحصیل
کری گرانت در ۱۸ ژانویه ۱۹۰۴ در شهر بریستول، انگلستان زاده شد. او ۹ ساله بود که پس از بازگشت به خانه به او گفته می‌شود مادرش به یک مسافرت طولانی رفته، اما واقعیت این بود که مادر او هرگز نتوانسته بود بر افسردگی و غم از دست دادن فرزند دیگرش فائق بیاید، از همین رو او را به یک آسایشگاه سپرده بودند. این واقعیت تا سن ۳۰ سالگی برای گرانت مخفی می‌ماند و او در این مدت مسیر زندگی را بدون حضور مادرش می‌پیماید. برای گرانت، رسیدن به سن ۱۴ سالگی همراه با اخراج از مدرسه بود اما این اتفاق مانع از آن نشد که روند آموزشی او متوقف شود و عشق او به مطالعه، وی را به فردی خودآموخته تبدیل کرد. اخراج او از مدرسه باعث می‌شود وی به همراه یک گروه نمایشی به اجرای برنامه در انگلستان روی بیاورد. او در این مدت پانتومیم و آکروبات را می‌آموزد که بعدها باعث می‌شود تا او خود بدلکاری بسیاری از نقش‌هایش را بر عهده بگیرد.

## زندگی حرفه‌ای

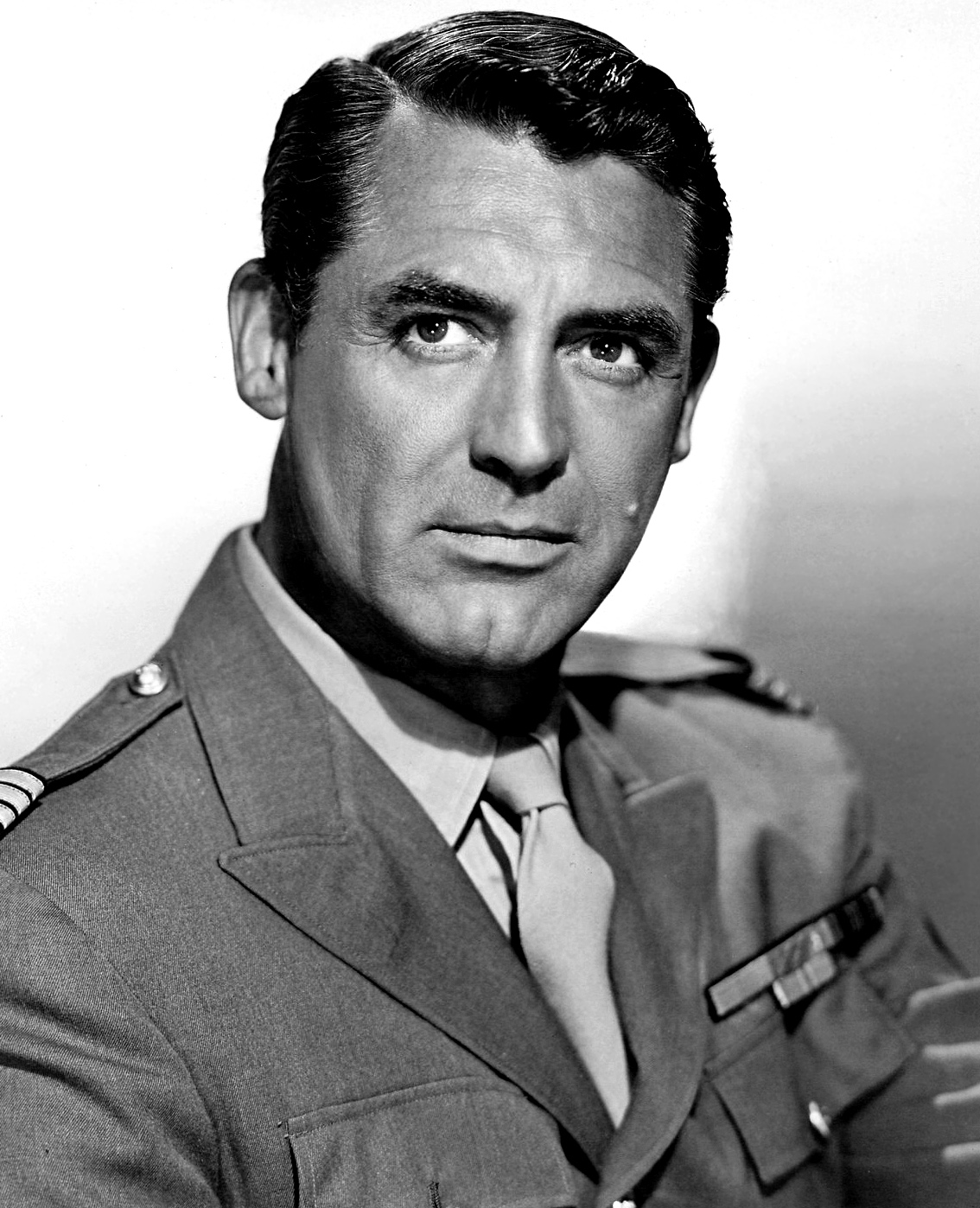

در سال ۱۹۲۰ او به همراه گروهی که با آن کار می‌کرد عازم ایالات متحده می‌شود. او پس از موفقیت در برادوی به هالیوود می‌رود و نام خود را به «کری لاکوود» تغییر می‌دهد که برگرفته از آخرین کاراکتری بود که او نقشش را ایفا می‌کرد. در این دوران بود که هنرمند جوان مورد توجه کمپانی پارامونت قرار گرفت، اما مسئولان این شرکت چندان نظر مثبتی دربارهٔ نام او نداشتند و به این ترتیب «کری گرانت» متولد می‌شود. در این مدت گرانت با بازی در چند فیلم نام خود را مطرح کرد اما عمده موفقیت او به بازی در فیلم‌های آن زن به او بد کرد و من فرشته نیستم بازمی‌گردد. فیلم اول موفق شد اسکار بهترین فیلم سال ۱۹۳۳ را از آن خود کند و به همراه موفقیت مالی، فیلم دوم پارامونت را از ورشکستگی نجات دهد. اما موج دوم موفقیت‌های گرانت به سال ۱۹۳۶ بازمی‌گردد؛ زمانی که او تصمیم می‌گیرد با شرکت کلمبیا قراردادی را امضاء کند. طولی نمی‌کشد که گرانت تبدیل به یکی از مهم‌ترین و محبوب‌ترین هنرپیشه‌های هالیوود می‌شود.

## جوایز و افتخارات

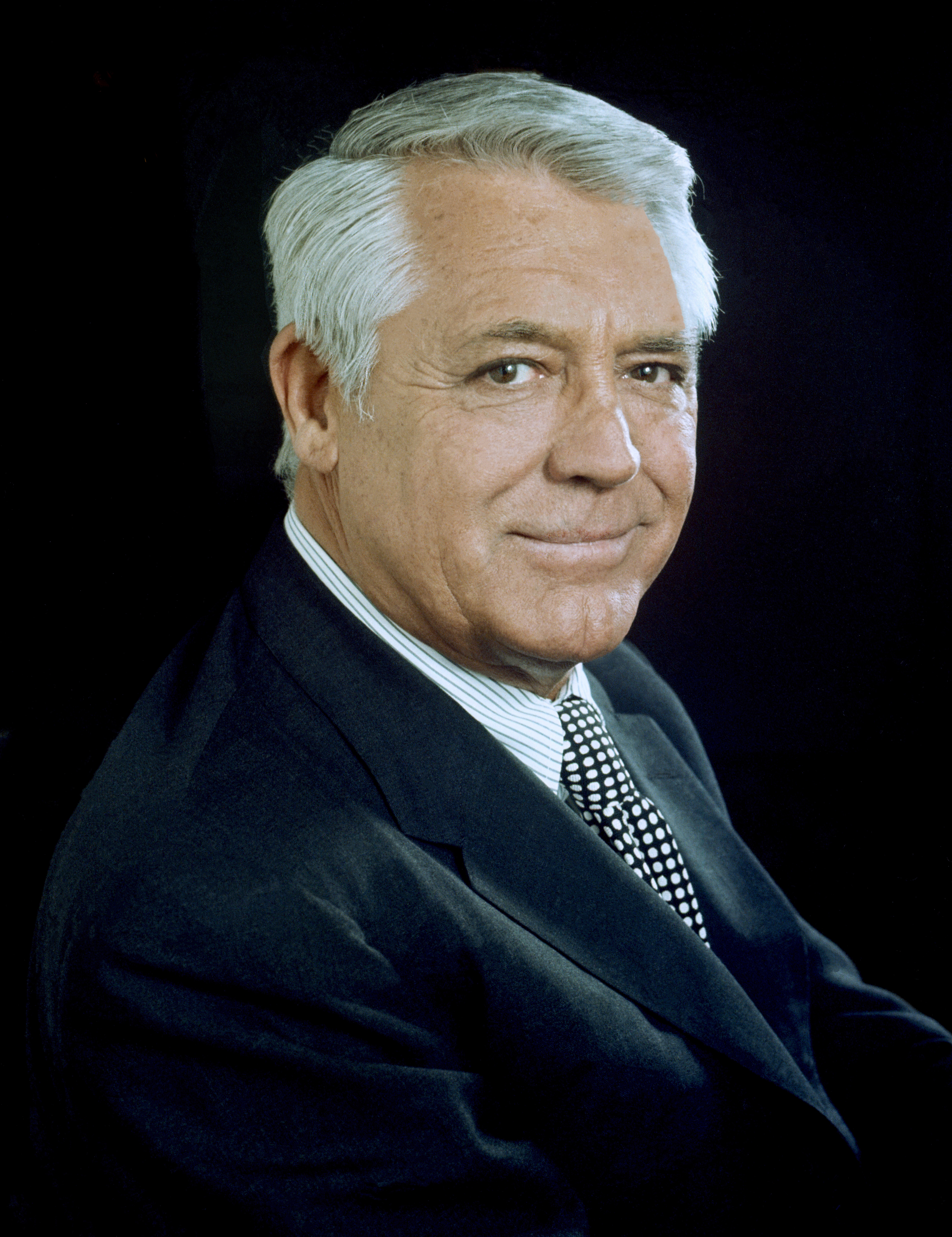
کری گرانت (۱۹۷۳)

در سال ۱۹۴۱ و با بازی در فیلم پنی سرناد نامزد جایزه اسکار شد اما این جایزه به گری کوپر رسید. در عین حال بسیاری از کارگردان‌های بزرگ مانند هاوارد هاکس و آلفرد هیچکاک از بازی او در فیلم‌هایشان استقبال می‌کردند به‌طوری‌که هیچکاک دربارهٔ او می‌گوید: «در تمام زندگی‌ام تنها گرانت را دوست داشته‌ام!» و هاوارد هاکس نیز او را بی‌رقیب می‌نامد. گرانت بار دیگر و در سال ۱۹۴۴ برای فیلم هیچ جز قلب تنها نامزد جایزه اسکار می‌شود اما بار دیگر این جایزه را در دستان رقیبی به نام بینگ کرازبی می‌بیند. این مسئله تا حدی باعث ناراحتی وی می‌شود اما اهدای جایزه اسکار یک عمر موفقیت هنری (۱۹۷۰) باعث می‌شود تا این ناکامی‌ها کمرنگ شود. او یک بار دیگر هم به جایزه اسکار دست یافت، اما این‌بار برای بهترین هنرپیشه نقش اول زن که به‌خاطر عدم حضور اینگرید برگمن و به نمایندگی از او این جایزه به او داده شد. گرانت در فیلم‌های بسیاری برای هیچکاک ظاهر شد که در این میان می‌توان به فیلم‌های «بدنام»، «گرفتن یک دزد» و «شمال از شمال غربی» اشاره کرد.

## تأثیرات

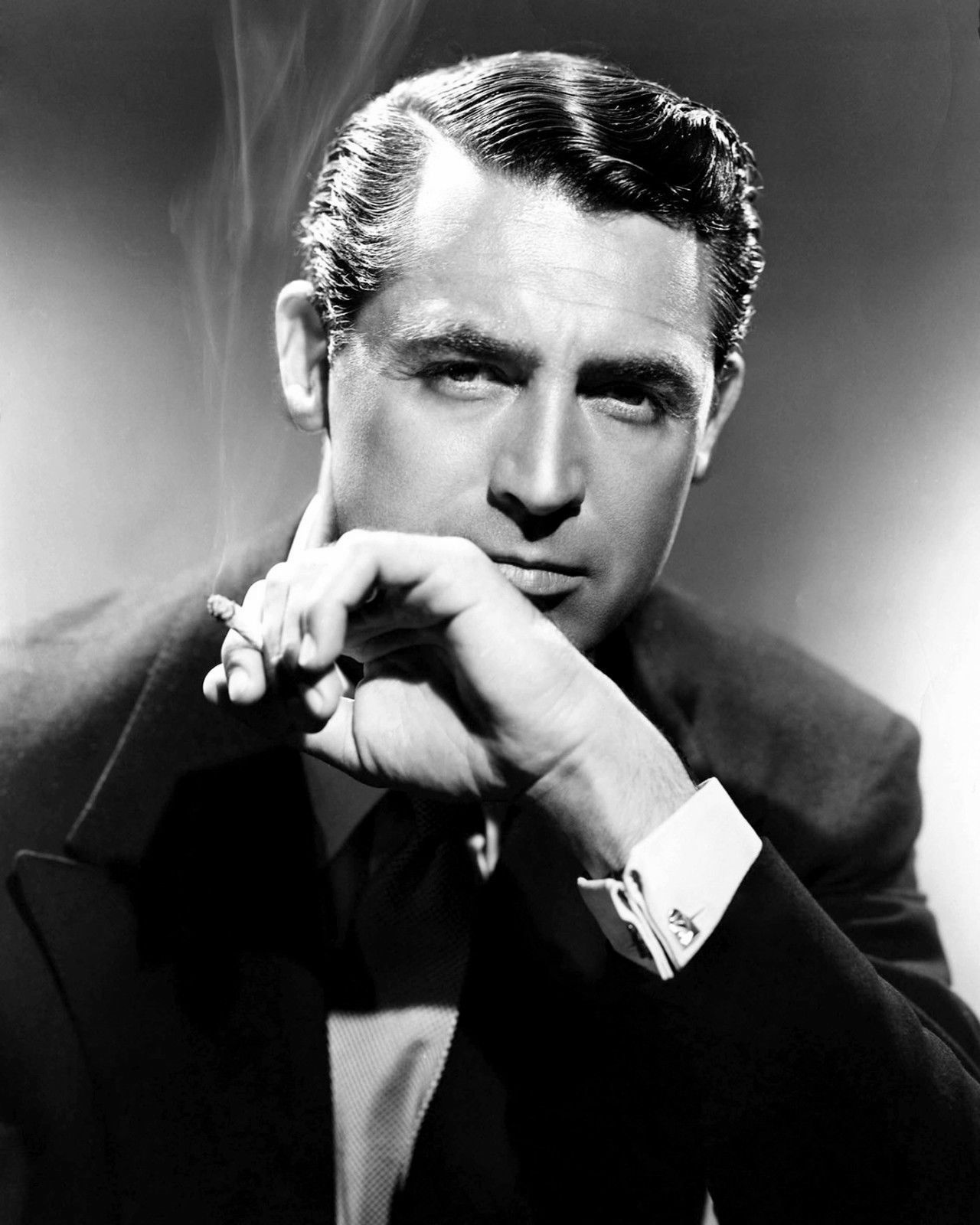
کری گرانت در دهه ۴۰ میلادی

گرانت یکی از خوش پوشترین هنرپیشه‌های تاریخ سینما به‌شمار می‌رفت. شخصیت خاص و کاریزمای او موجب شد که حتی ایان فلمینگ خالق جیمز باند، این شخصیت را با الهام از کری گرانت خلق کند. به همین دلیل قرار بود تا او در نخستین فیلم از سری فیلم‌های باند با نام دکتر نو حضور داشته باشد اما او خود را برای این نقش پیر می‌دانست و از ایفای آن خودداری کرد. این نقش به‌خاطر شباهت شان کانری به گرانت به او داده شد، اما نقطه مقابل این اتفاق به بازی او در فیلم شمال از شمال غربی بازمی‌گردد. هیچکاک در ابتدا تصمیم داشت از جیمز استوارت در این فیلم استفاده کند اما عدم موفقیت فیلم سرگیجه باعث شد تا هیچکاک، استوارت را سرزنش کند و سن بالای او را عامل این عدم موفقیت می‌دانست. در نهایت و با وجود علاقه استوارت به ایفای این نقش، هیچکاک، گرانت را برای آن نقش انتخاب کرد در حالی که او حتی ۴ سال از استوارت مسن‌تر بود.

### در نظر دیگران
از منظر بیلی وایلدر کارگردان شهیر آمریکایی، بهترین بازیگر کمدین سبک سینما است.

## بازنشستگی
بالا رفتن سن باعث شد این هنرپیشه بزرگ در سال ۱۹۶۶ اعلام بازنشستگی کند و حتی تلاش کارگردان‌هایی چون کوبریک، هاکس و هیچکاک هم برای بازگرداندن او به سینما به جایی نرسید.

## درگذشت
کری گرانت بر اثر سکته مغزی در ۲۹ نوامبر ۱۹۸۶ میلادی در سن ۸۲ سالگی در دونپورت، آیووا درگذشت.

## گالری

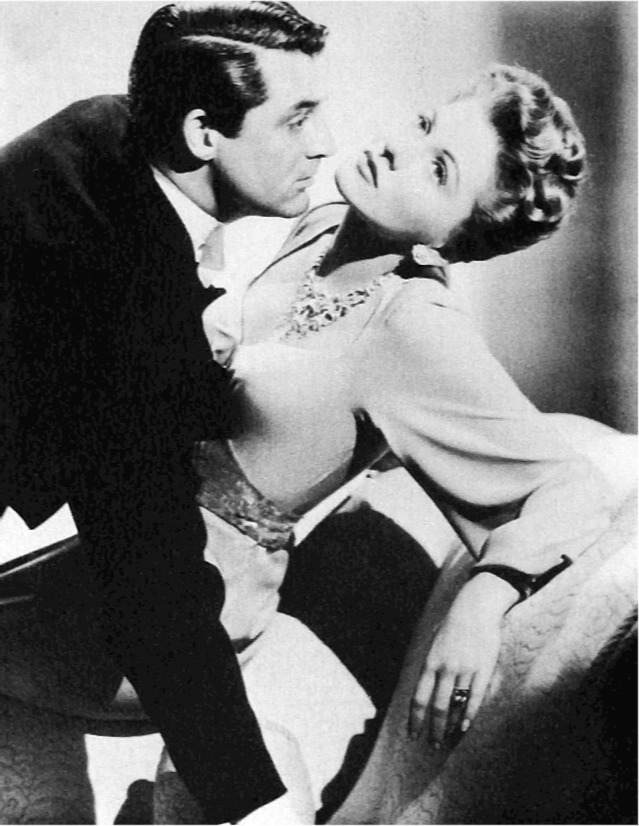
به همراه جوآن فونتین

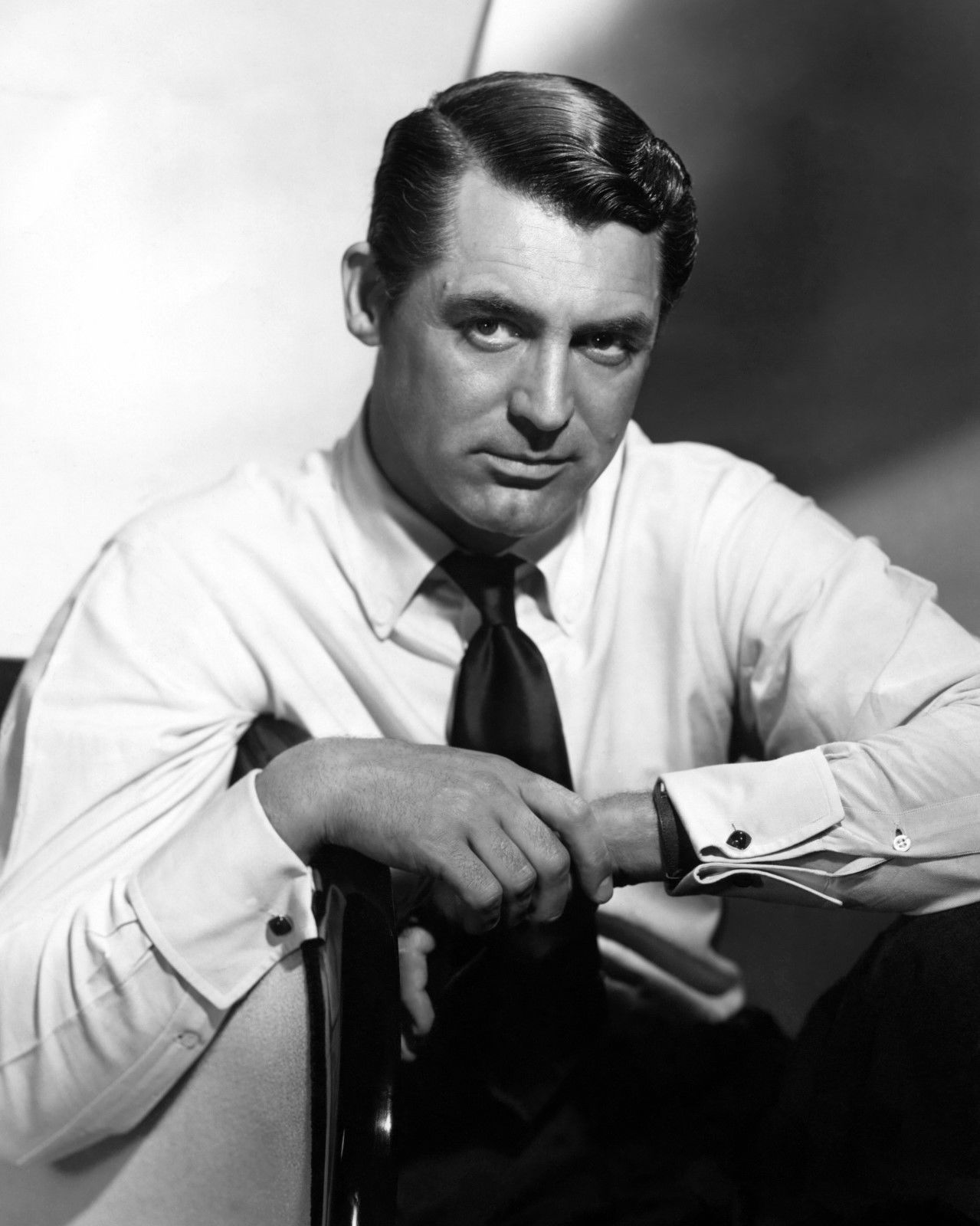
در دهه ۴۰ میلادی

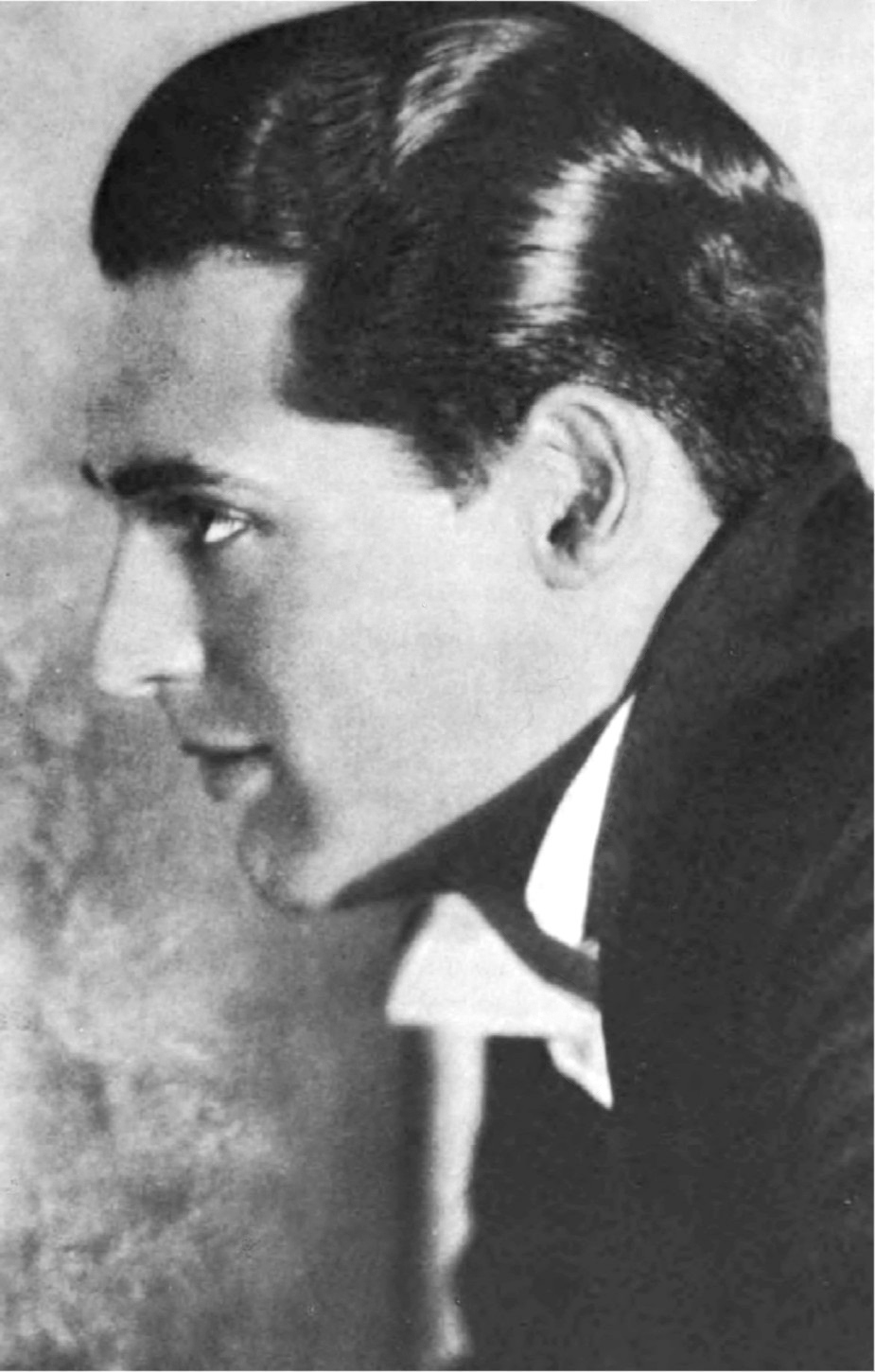
در سال ۱۹۳۰

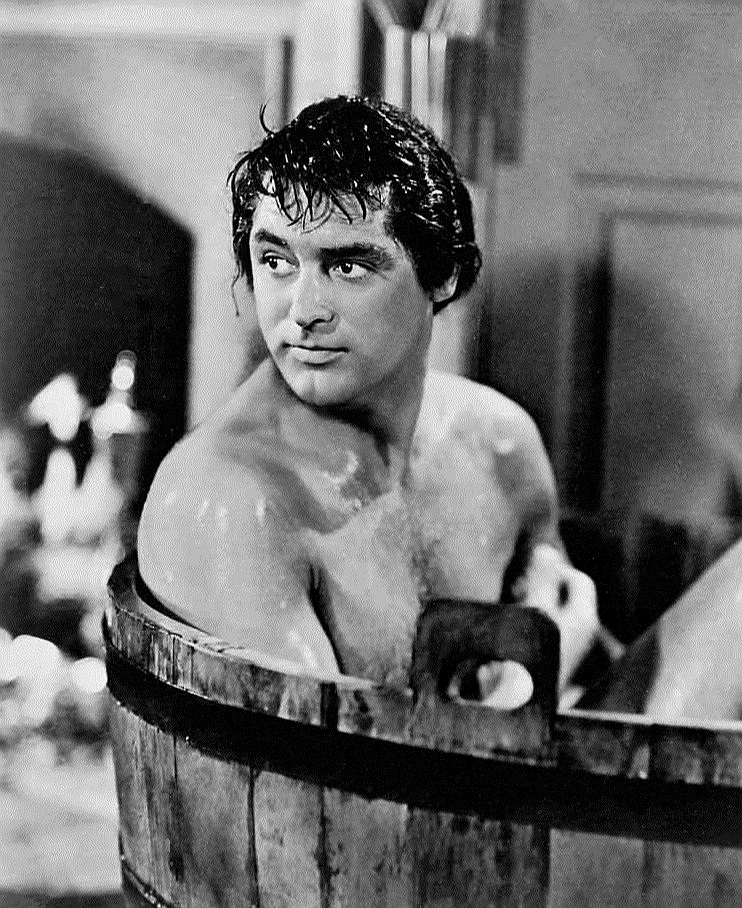
در سال ۱۹۴۰

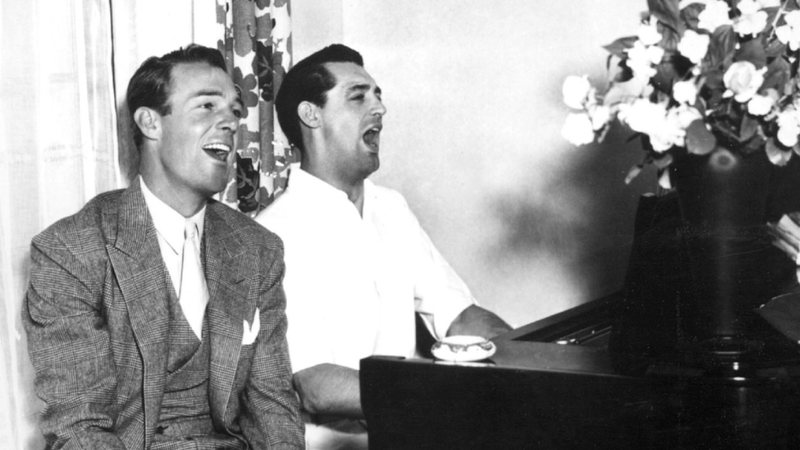
به همراه راندولف اسکات

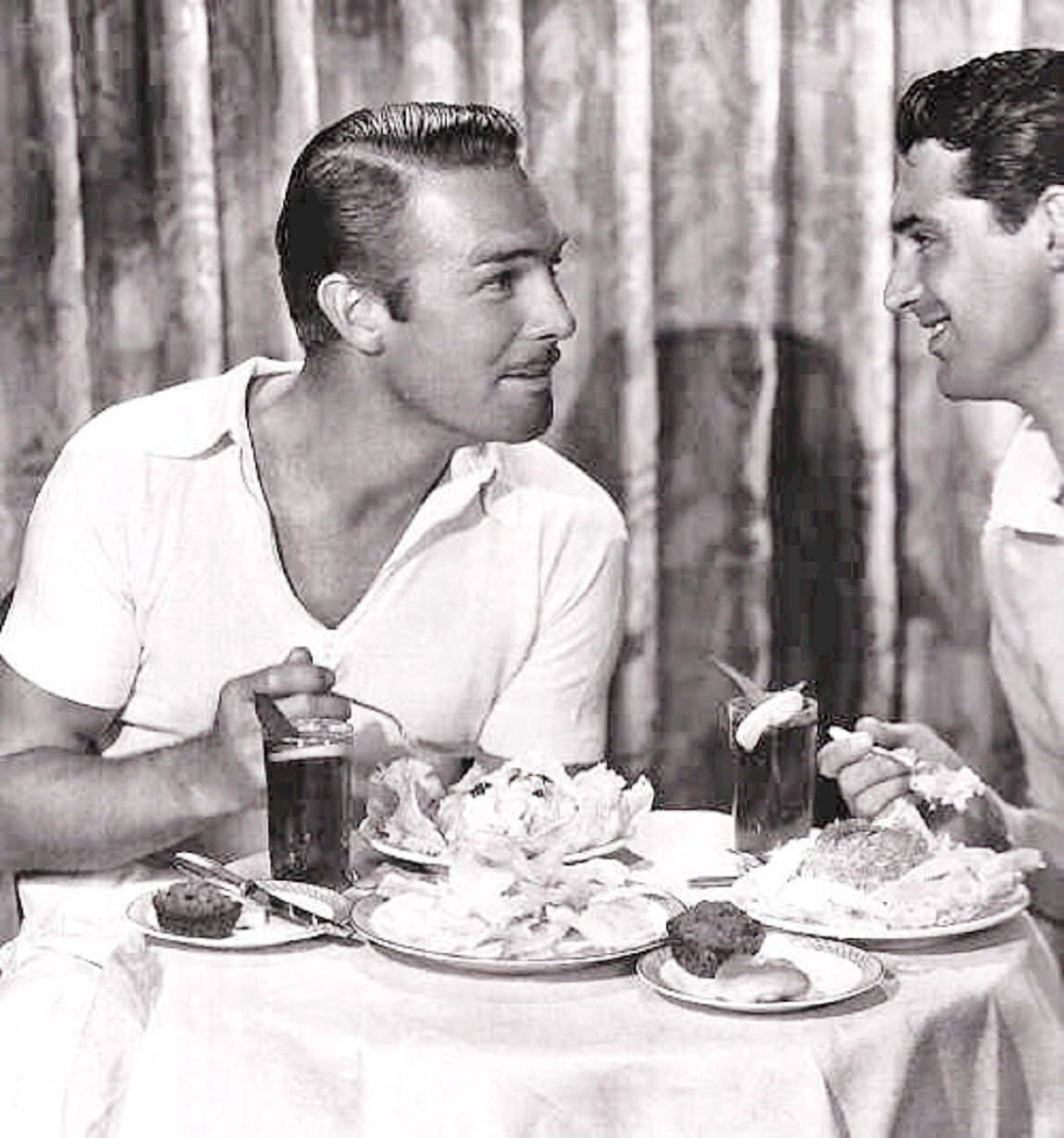
به همراه راندولف اسکات

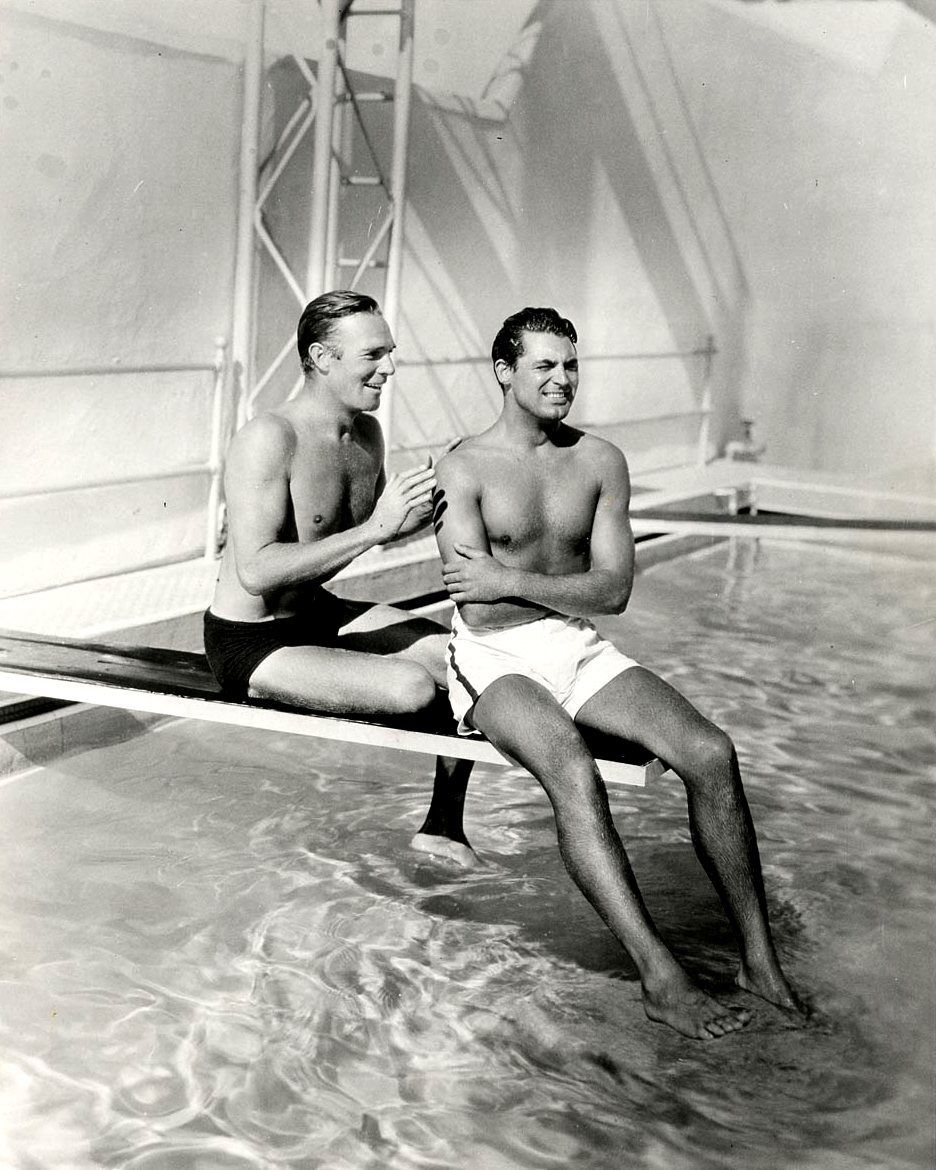
به همراه راندولف اسکات

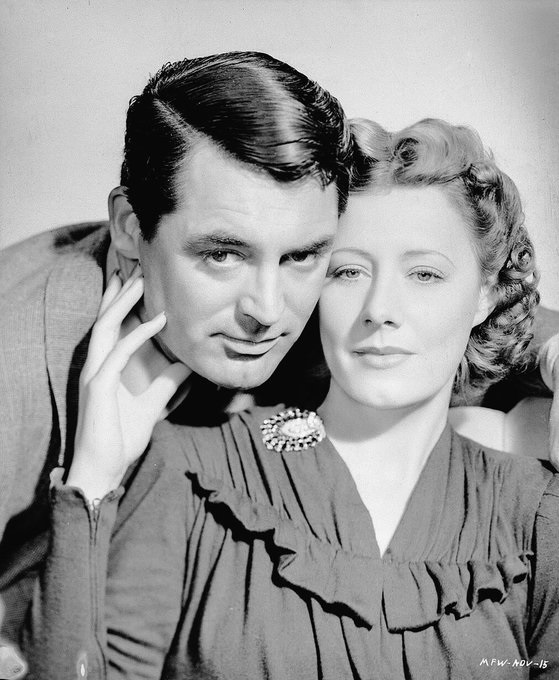
به همراه آیرین دان

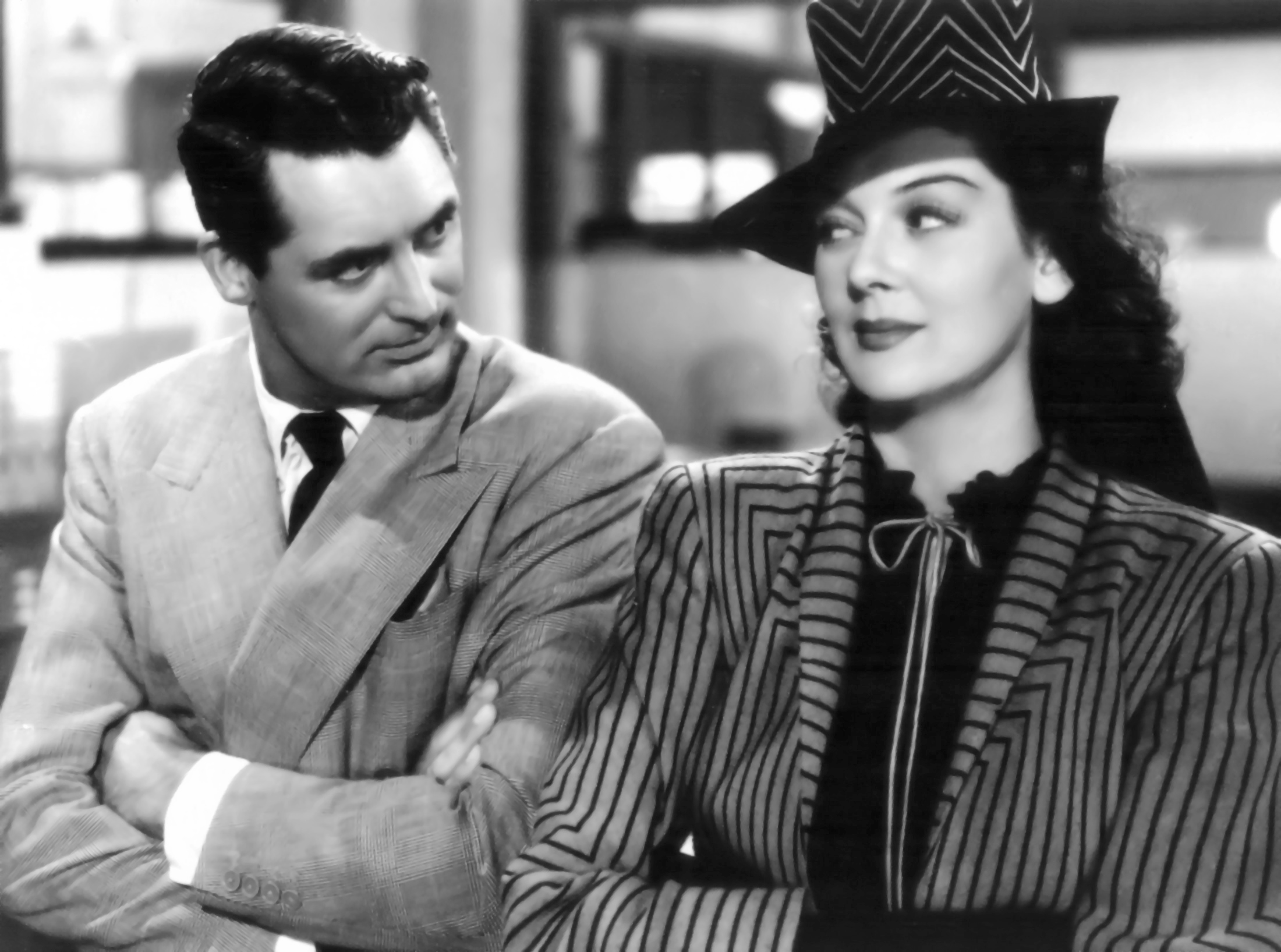
به همراه روزالیند راسل

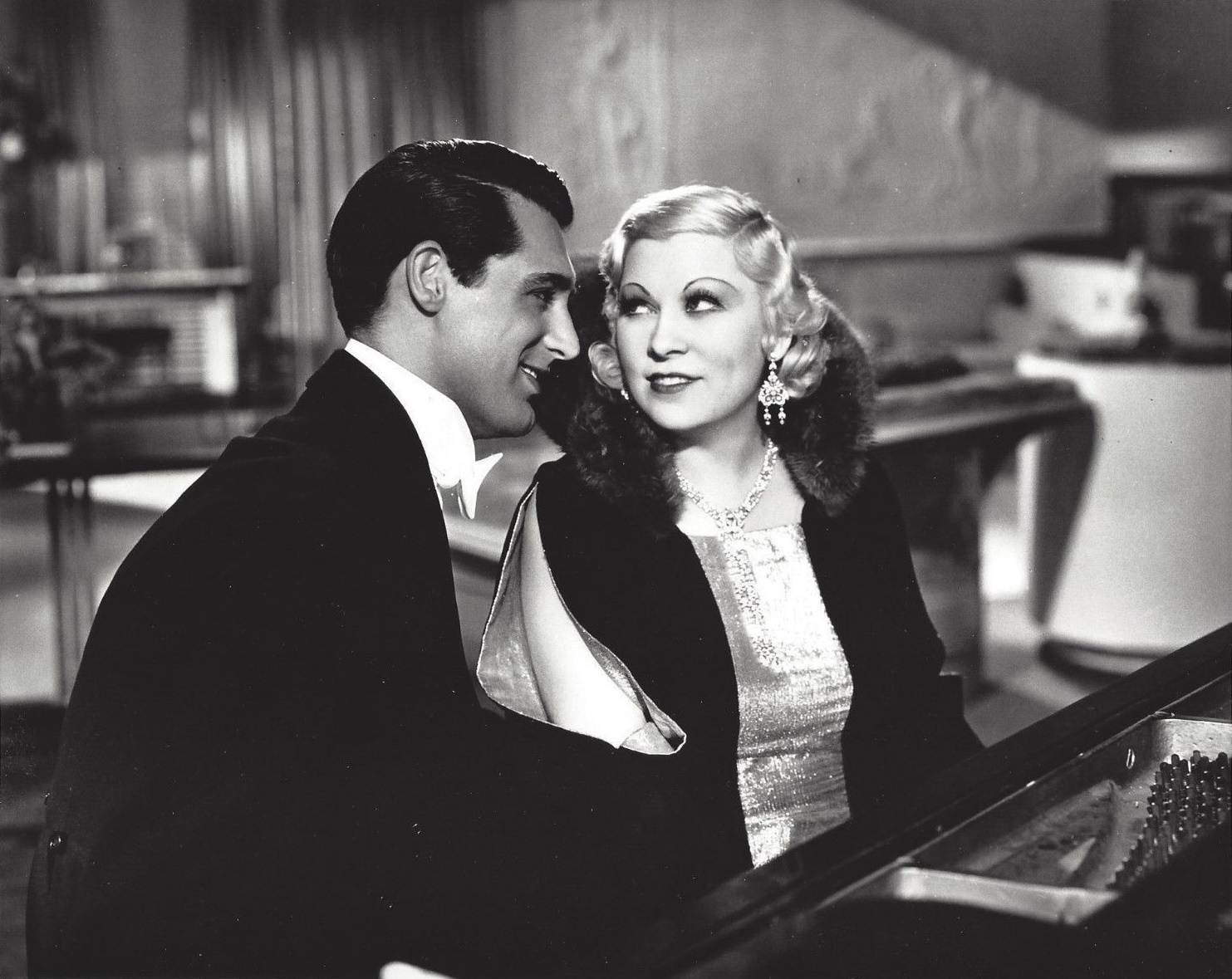
به همراه می وست

## فیلم‌شناسی
| سال  | عنوان                                  | نقش                                                              | یادداشت |
| ---- | -------------------------------------- | ---------------------------------------------------------------- | --- |
| ۱۹۳۲ | این همان شب است                        | Stephen Mathewson                                                | اولین فیلم وی                                                                                                |
| ۱۹۳۲ | Sinners in the Sun                     | Ridgeway                                                         | |
| ۱۹۳۲ | Merrily We Go to Hell                  | Charlie Baxter                                                   | UK title: Merrily We Go to _____                                                                             |
| ۱۹۳۲ | Devil and the Deep                     | Lieutenant Jaeckel                                               | |
| ۱۹۳۲ | Blonde Venus                           | Nick Townsend                                                    | |
| ۱۹۳۲ | Hot Saturday                           | Romer Sheffield                                                  | |
| ۱۹۳۲ | مادام باترفلای                         | Lieutenant B.F. Pinkerton                                        | |
| ۱۹۳۳ | آن زن به او بد کرد                     | Capt. Cummings                                                   | |
| ۱۹۳۳ | The Woman Accused                      | Jeffrey Baxter                                                   | |
| ۱۹۳۳ | The Eagle and the Hawk                 | Henry Crocker                                                    | |
| ۱۹۳۳ | Gambling Ship                          | Ace Corbin                                                       | |
| ۱۹۳۳ | I'm No Angel                           | Jack Clayton                                                     | |
| ۱۹۳۳ | آلیس در سرزمین عجایب                   | The Mock Turtle                                                  | |
| ۱۹۳۴ | Thirty-Day Princess                    | Porter Madison III                                               | |
| ۱۹۳۴ | Born to Be Bad                         | Malcolm Trevor                                                   | |
| ۱۹۳۴ | Kiss and Make-Up                       | Dr. Maurice Lamar                                                | |
| ۱۹۳۴ | Ladies Should Listen                   | Julian De Lussac                                                 | |
| ۱۹۳۵ | Enter Madame                           | Gerald Fitzgerald                                                | |
| ۱۹۳۵ | Wings in the Dark                      | Ken Gordon                                                       | |
| ۱۹۳۵ | The Last Outpost                       | Michael Andrews                                                  | |
| ۱۹۳۵ | Sylvia Scarlett                        | Jimmy Monkley                                                    | |
| ۱۹۳۶ | Big Brown Eyes                         | Det. Sgt. Danny Barr                                             | |
| ۱۹۳۶ | Suzy                                   | Andre Charville                                                  | |
| ۱۹۳۶ | The Amazing Quest of Ernest Bliss      | Ernest Bliss                                                     | Alternative titles: Romance and Riches The Amazing Adventure                                                 |
| ۱۹۳۶ | Wedding Present                        | Charlie Mason                                                    | |
| ۱۹۳۷ | When You're in Love                    | Jimmy Hudson                                                     | UK title: For You Alone                                                                                      |
| ۱۹۳۷ | تاپر                                   | George Kerby                                                     | |
| ۱۹۳۷ | شهره شهر نیویورک                       | Nicholas "Nick" Boyd                                             | |
| ۱۹۳۷ | حقیقت تلخ                              | Jerry Warriner                                                   | |
| ۱۹۳۸ | پرورش بیبی                             | Dr. David Huxley                                                 | |
| ۱۹۳۸ | عید                                    | John "Johnny" Case                                               | |
| ۱۹۳۹ | Gunga Din                              | Sgt. Archibald Cutter                                            | |
| ۱۹۳۹ | فقط فرشتگان بال دارند                  | Geoff Carter                                                     | |
| ۱۹۳۹ | In Name Only                           | Alec Walker                                                      | |
| ۱۹۴۰ | منشی همه‌کاره او                        | Walter Burns                                                     | |
| ۱۹۴۰ | همسر دلخواه من                         | Nick                                                             | |
| ۱۹۴۰ | The Howards of Virginia                | Matt Howard                                                      | UK title: The Tree of Liberty                                                                                |
| ۱۹۴۰ | داستان فیلادلفیا                       | C. K. Dexter Haven                                               | |
| ۱۹۴۱ | سرناد پنی                              | Roger Adams                                                      | نامزد – جایزه اسکار بهترین بازیگر نقش اول مرد                                                                |
| ۱۹۴۱ | سوءظن                                  | Johnnie                                                          | |
| ۱۹۴۲ | The Talk of the Town                   | Leopold Dilg a.k.a. Joseph                                       | |
| ۱۹۴۲ | ماه عسل پرماجرا                        | Patrick "Pat" O'Toole                                            | |
| ۱۹۴۳ | Mr. Lucky                              | Joe Adams/Joe Bascopolous                                        | |
| ۱۹۴۳ | Destination Tokyo                      | Capt. Cassidy                                                    | |
| ۱۹۴۴ | روزی روزگاری                           | Jerry Flynn                                                      | |
| ۱۹۴۴ | آرسنیک و تور کهنه                      | Mortimer Brewster                                                | |
| ۱۹۴۴ | هیچ جز قلب تنها                        | Ernie Mott                                                       | نامزد – جایزه اسکار بهترین بازیگر نقش اول مرد                                                                |
| ۱۹۴۶ | شب و روز                               | کول پورتر                                                        | |
| ۱۹۴۶ | بدنام                                  | T.R. Devlin                                                      | |
| ۱۹۴۷ | مرد مجرد و دختر جوان                   | Dick Nugent                                                      | UK title: Bachelor Knight                                                                                    |
| ۱۹۴۷ | زن اسقف                                | Dudley                                                           | |
| ۱۹۴۸ | آقای بلندینگ خانه رؤیایی خود را می‌سازد | Jim Blandings                                                    | |
| ۱۹۴۸ | Every Girl Should Be Married           | Dr. Madison W. Brown                                             | |
| ۱۹۴۹ | جنگ                                    | Capt. Henri Rochard                                              | UK title: You Can't Sleep Here                                                                               |
| ۱۹۵۰ | بحران                                  | Dr. Eugene Norland Ferguson                                      | |
| ۱۹۵۱ | People Will Talk                       | Dr. Noah Praetorius                                              | |
| ۱۹۵۲ | Room for One More                      | George "Poppy" Rose                                              | |
| ۱۹۵۲ | تجارت میمون                            | Dr. Barnaby Fulton                                               | |
| ۱۹۵۳ | Dream Wife                             | Clemson Reade                                                    | |
| ۱۹۵۵ | گرفتن یک دزد                           | John Robie                                                       | |
| ۱۹۵۷ | عشق‌بازی به‌یادماندنی                    | Nickie Ferrante                                                  | |
| ۱۹۵۷ | The Pride and the Passion              | Anthony                                                          | |
| ۱۹۵۷ | Kiss Them for Me                       | Cmdr. Andy Crewson                                               | |
| ۱۹۵۸ | بی‌احتیاط                               | Philip Adams                                                     | نامزد – جایزه گلدن گلوب بهترین بازیگر مرد فیلم موزیکال یا کمدی                                               |
| ۱۹۵۸ | خانه قایقی                             | Tom Winters                                                      | |
| ۱۹۵۹ | شمال از شمال غربی                      | Roger O. Thornhill                                               | |
| ۱۹۵۹ | عملیات زیرپیراهنی زنانه                | Lt. Cmdr. Matt T. Sherman                                        | نامزد – جایزه گلدن گلوب بهترین بازیگر مرد فیلم موزیکال یا کمدی                                               |
| ۱۹۶۰ | چمن همسایه سبزتر است                   | Victor Rhyall, Earl                                              | نامزد – جایزه گلدن گلوب بهترین بازیگر مرد فیلم موزیکال یا کمدی                                               |
| ۱۹۶۲ | لمس سمور                               | Philip Shayne                                                    | نامزد – جایزه گلدن گلوب بهترین بازیگر مرد فیلم موزیکال یا کمدی                                               |
| ۱۹۶۳ | معما                                   | Peter Joshua / Alexander Dyle / Adam Canfield / Brian Cruikshank | نامزد – جایزه بفتای بهترین بازیگر نقش اول مرد نامزد – جایزه گلدن گلوب بهترین بازیگر مرد فیلم موزیکال یا کمدی |
| ۱۹۶۴ | Father Goose                           | Walter Christopher Eckland                                       | |
| ۱۹۶۶ | Walk, Don't Run                        | Sir William Rutland                                              | آخرین فیلم وی                                                                                                |